# Hipaspisti
Hipaspist (grško: Ὑπασπιστής [Hipaspistes]), ščitonosec ali oproda, kasneje pripadnik elitnih vojaških enot Filipa II. Makedonskega, Aleksandra Velikega in njegovih naslednikov.
Homer omenja, da je trojanski princ Deifob prodiral "ὑπασπίδια" [hipaspidia] – pokrit s svojim ščitom. V času Herodota (426 pr. n. št.) je beseda hipaspist pomenila vojaka na visokem položaju: 
Konj, ki ga je jezdil Artibij, je bil izšolan, da se je v boju s pešaki dvignil. Ko je to slišal Onesil, je rekel svojemu hipaspistu, Karijcu velikega vojnega slovesa in drznemu možu... 
Hipaspist ima podobno vlogo v Evripidovi igri Rezus in drugačno v drami Feničanke. Ksenofonta je njegov hipaspist zapustil v posebno kočljivi situaciji. Hipaspist se je v večini primerov razlikoval od skeuforja – nosača prtljage, ker je bil svobodnjak, nosač prtljage pa je bil najbrž suženj. Beseda je imela verjetno tudi homersko in herojsko obarvan pomen, zaradi katerega sta jo Filip in Aleksander Makedonski  uporabila za poimenovanje svoje elitne vojaške enote.
Enota hipaspistov se je imenovala hipaspitai. Oborožena je bila verjetno enako kot hopliti in ne kot falangisti v Aleksandrovi  makedonski armadi. Oboroženi   
so bili verjetno z grškim okroglim ščitom aspisom, lahkim oklepom iz platna ali usnja spolasom ali linotraksom, hoplitsko čelado, golenicami, dorijem in mečem ksifosom ali kopisom. Njihova oprema je bila verjetno bolj bogata od opreme glavnine vojakov. V bitkah so bili razmeščeni na bokih velike in okorne falange suličarjev, njihove boke pa je branila lahka pehota ali lahka konjenica. Makedonska falanga, ki je bila ključna enota v Aleksandrovem osvajanju sveta, je bila za frontalen napad nepremagljiva, za napad z boka pa zaradi svoje izjemne neokretnosti zelo ranljiva. Njene boke so zato branili hipaspisti, ki so bili zaradi lahke opreme in orožja bolj gibljivi in so lahko izvajali manevre, ki so bili za falangiste neizvedljivi. 
Treba je omeniti, da so vse omembe hipaspistov iz mnogo kasnejšega obdobja od Aleksandrovega, zato sodobni zgodovinarji domnevajo, da so imeli kasnejši avtorji, na primer Diodor Sicilski  (1. stoletje pr. n. št.) in Arijan  dostop do zgodnejših zapisov.  
Arijanov izraz tous kouphotatous te kai ama euoplotatous se pogosto interpretira kot "najlažje oborožen", čeprav Brunt  priznava, da bi se moral interpretirati kot "najbolj okretno oborožen". 
Hipaspisti so očitno obstojali še v helenističnem obdobju, čeprav v drugačni vlogi in z drugačnimi imeni. Ime se je ohranilo v Selevkidskem cesarstvu ter Ptolemejskem in Antigonskem kraljestvu, v katerih so imeli vlogo kraljevih gardisov in vojaških uradnikov. Polibij omenja hipaspista, ki ga je Filip V. Makedonski po svojem porazu v bitki pri Kinoskefali leta 197 pr. n. št. poslal v Lariso, da bi sežgal državni arhiv.
Hipaspisti kot vojaška enota so se v Makedoniji verjetno ohranili kot peltasti, ki so imeli skoraj povsem enak položaj, oborožitev in naloge kot Aleksandrovi hipaspisti. Njihova enota je prvotno štela 3.000 mož, po tretji makedonski vojni pa 5.000 mož, najbolj verjetno vključenih v elitno gardo agemo.